# 軍艦金剛鸚鵡

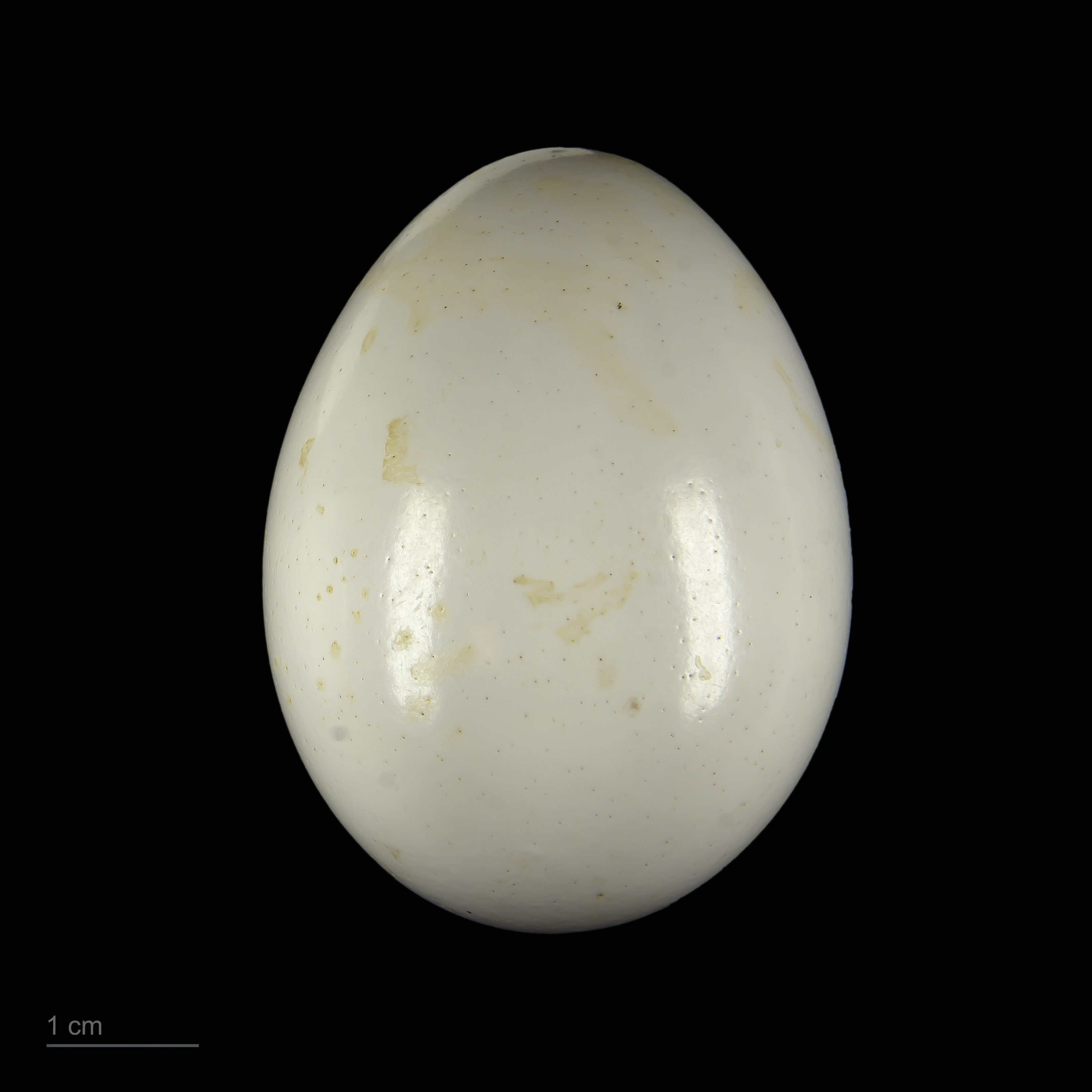
卵 Ara militaris

軍艦金剛鸚鵡（学名：Ara militaris），或稱軍用金剛鸚鵡、軍金剛鸚鵡，這些中文名稱只是其英文名稱「Military Macaw」的翻譯。英文名稱的起源是因為第一批進口歐洲的這個鸚鵡品稱，多半是由軍事人員運送，所以此鸚鵡被命名為軍艦金剛鸚鵡。
軍艦金剛鸚鵡是一種大型鸚鵡，其棲息的生境散落於墨西哥、哥倫比亞、委內瑞拉、祕魯、厄瓜多、玻利維亞及阿根廷。
不同地區的軍艦金剛鸚鵡，其生境亦有所不同，有的居住於潮濕的低地森林、長滿樹的山丘及峽谷；而在墨西哥，軍艦金剛鸚鵡棲息於乾燥或半乾燥的樹林、河岸的潮濕低地，或季節性地移居至茂密的棘林。
軍艦金剛鸚鵡身體大部份為青綠色，上鳥喙處有一小片紅色的羽毛，臉部的裸皮為淺紅色，當興奮或是激動的時候裸皮會變成深粉紅色。臉頰邊緣和下巴為橄欖棕色以及黑棕色，尾巴內側和飛行羽為橄欖黃，鳥喙為黑色，虹膜為淺黃色。

## 生存危機
生境被破壞及寵物市場買賣是軍艦金剛鸚鵡主要的生存危機。但現時軍艦金剛鸚鵡，即使於保護區內，仍未受到有效的保護。
軍艦金剛鸚鵡現時被列入IUCN紅色名錄的易危級別，及列於華盛頓公約附錄一及二，禁止進行交易，並於委內瑞拉受法例保護。

## 相片

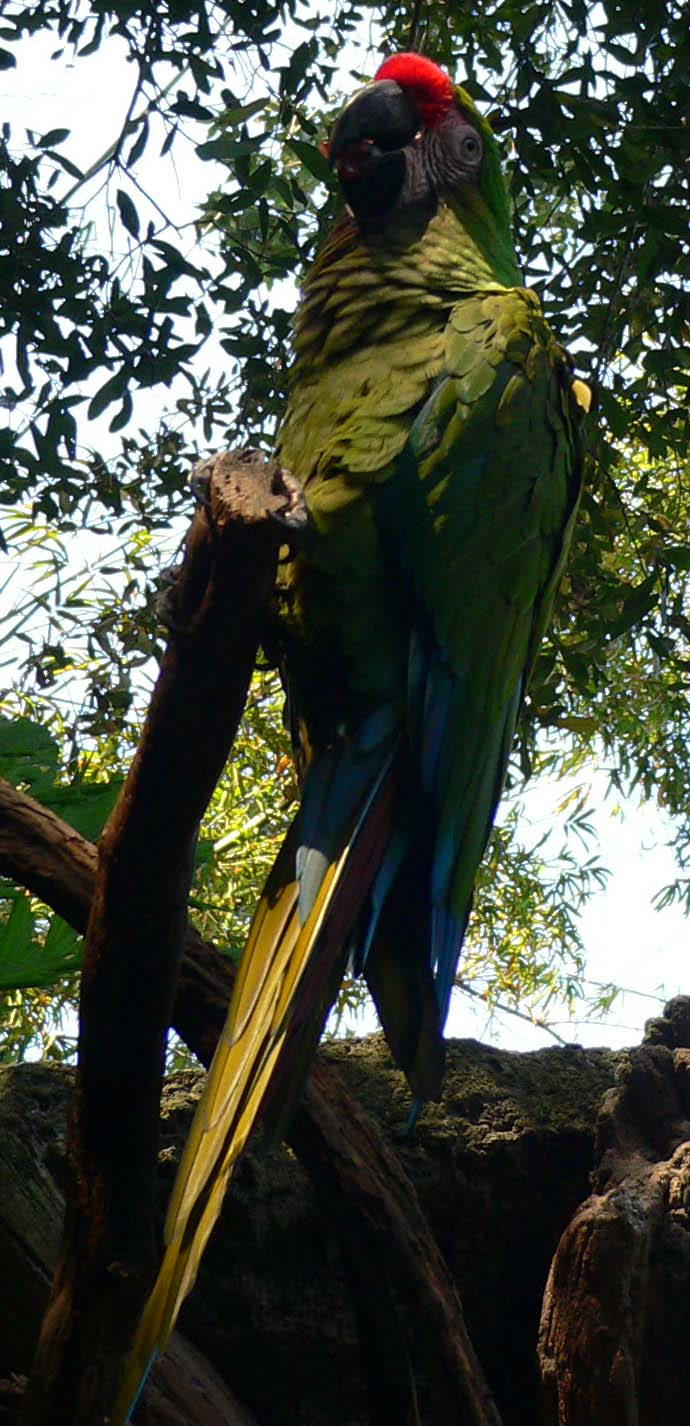
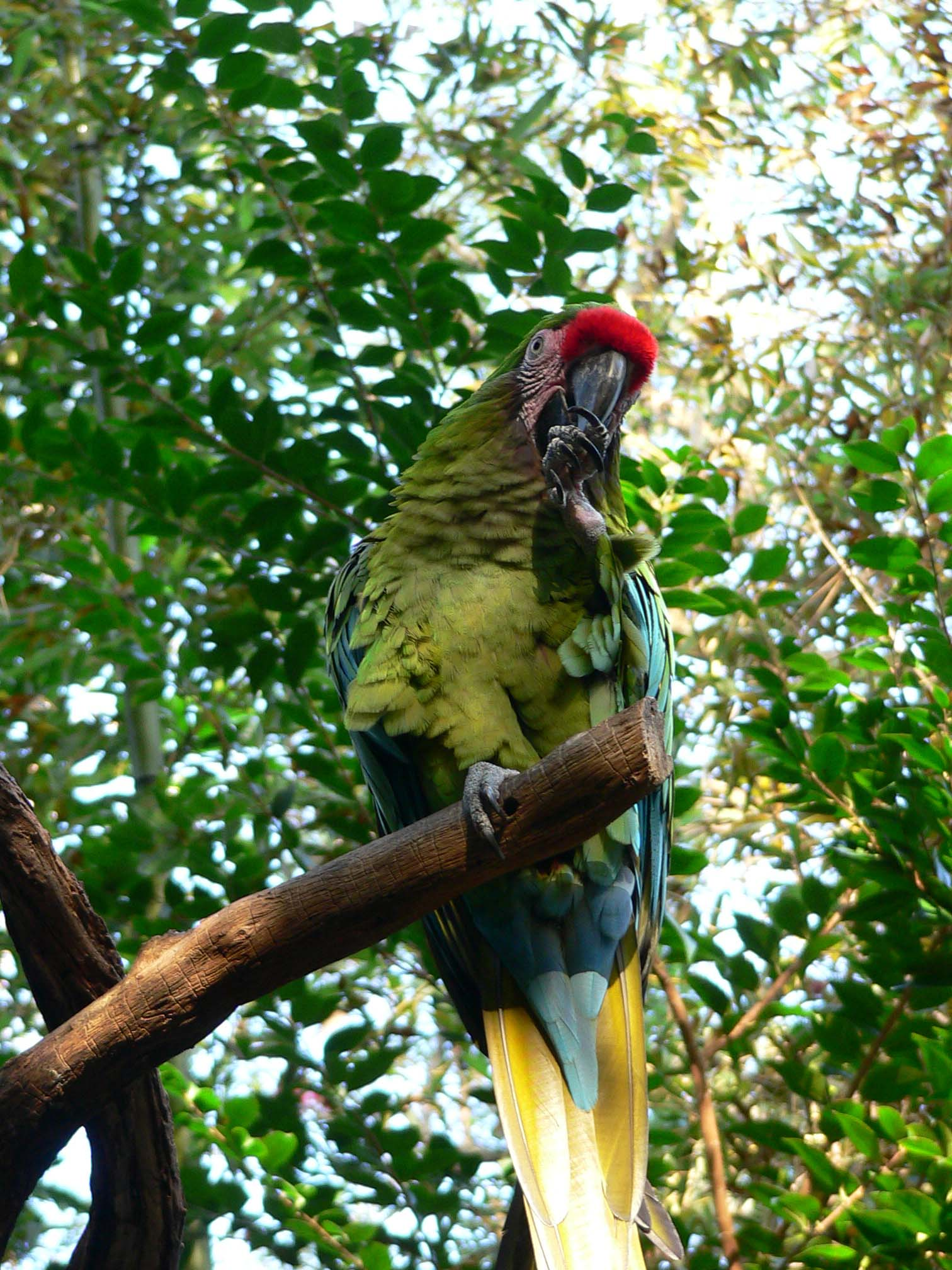
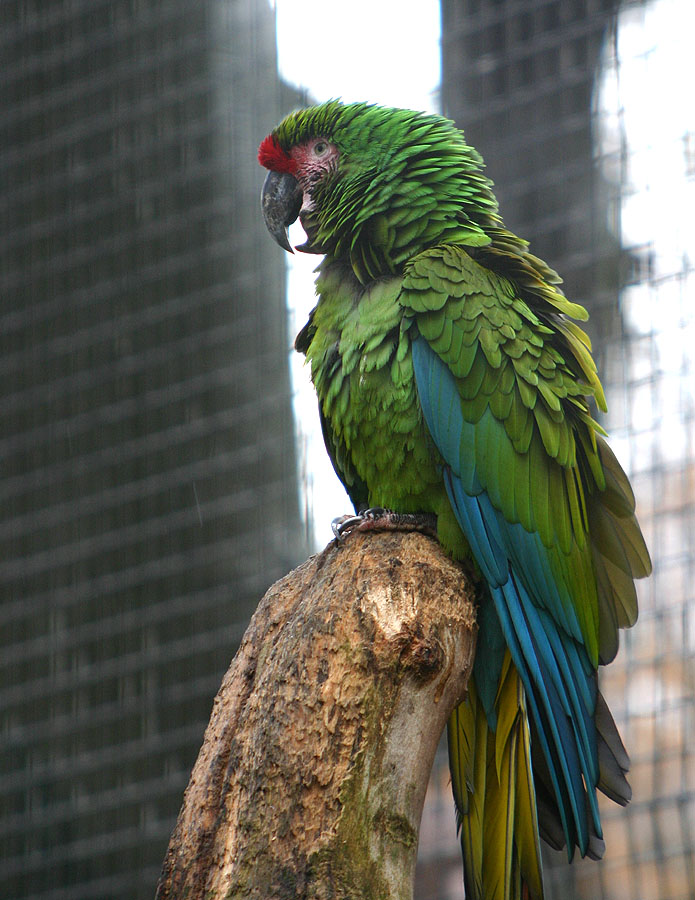

## 外部連結
- Araproject （页面存档备份，存于）
- 國際雀鳥聯盟物種說明 （页面存档备份，存于）
- SOE鵡林鸚雄 — 軍艦金剛